# Erwin Raupp
Ludwig Heinrich Erwin Raupp, auch Erwin Raup (31. Januar 1863 in Karlsruhe – 19. Oktober 1931 in Darmstadt) war ein deutscher Fotograf in Dresden.

## Leben
Erwin Raupp wurde Ende Januar 1863 in Karlsruhe aus Sohn von Erwin Raupp und dessen Ehefrau Ernestine (geb. Wagner) geboren. In den 1880er Jahren betrieb er ein erfolgreiches Fotoatelier in Dresden, in dem sich auch viele Künstler fotografieren ließen, unter anderem Karl May. 1904 reiste er für mehrere Wochen durch Mähren, um eine neue tragbare Kamera zu testen. Dabei entstanden viele Aufnahmen aus dem Alltagsleben der Bevölkerung.
Im Frühjahr 1908 schloss Raupp sein Dresdner Atelier, seine Nachfolger waren Bruno Wiehr und Kurt Bodenschatz. Der Bestand an Rauppschen Negativen ging an die neuen Atelierinhaber. Raupp zog nach Berlin. Dort heiratete er am 30. Oktober 1909 im Alter von 46 Jahren die aus Hannover stammende Elsa Schuermann (1885–1944), eine Tochter des Architekten Adolf Wilhelm Schuermann. Die Stadt verließ er 1912 und zog nach Darmstadt. Dort lebte er bis zu seinem Tode mit seiner Frau, seinem einzigen Sohn und seiner Schwägerin.

## Fotografien

### Porträt

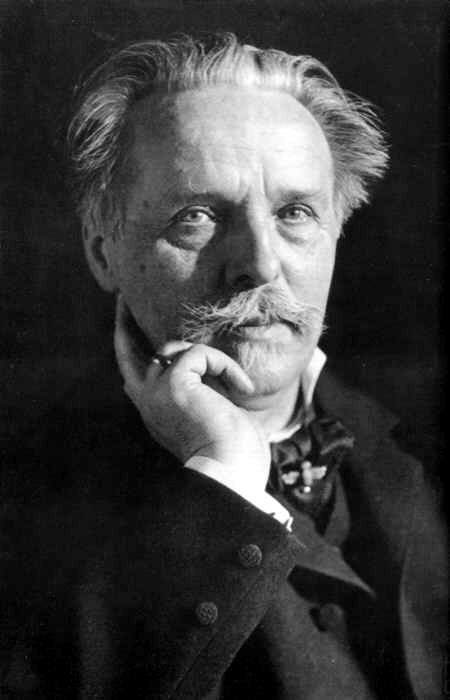
Karl May
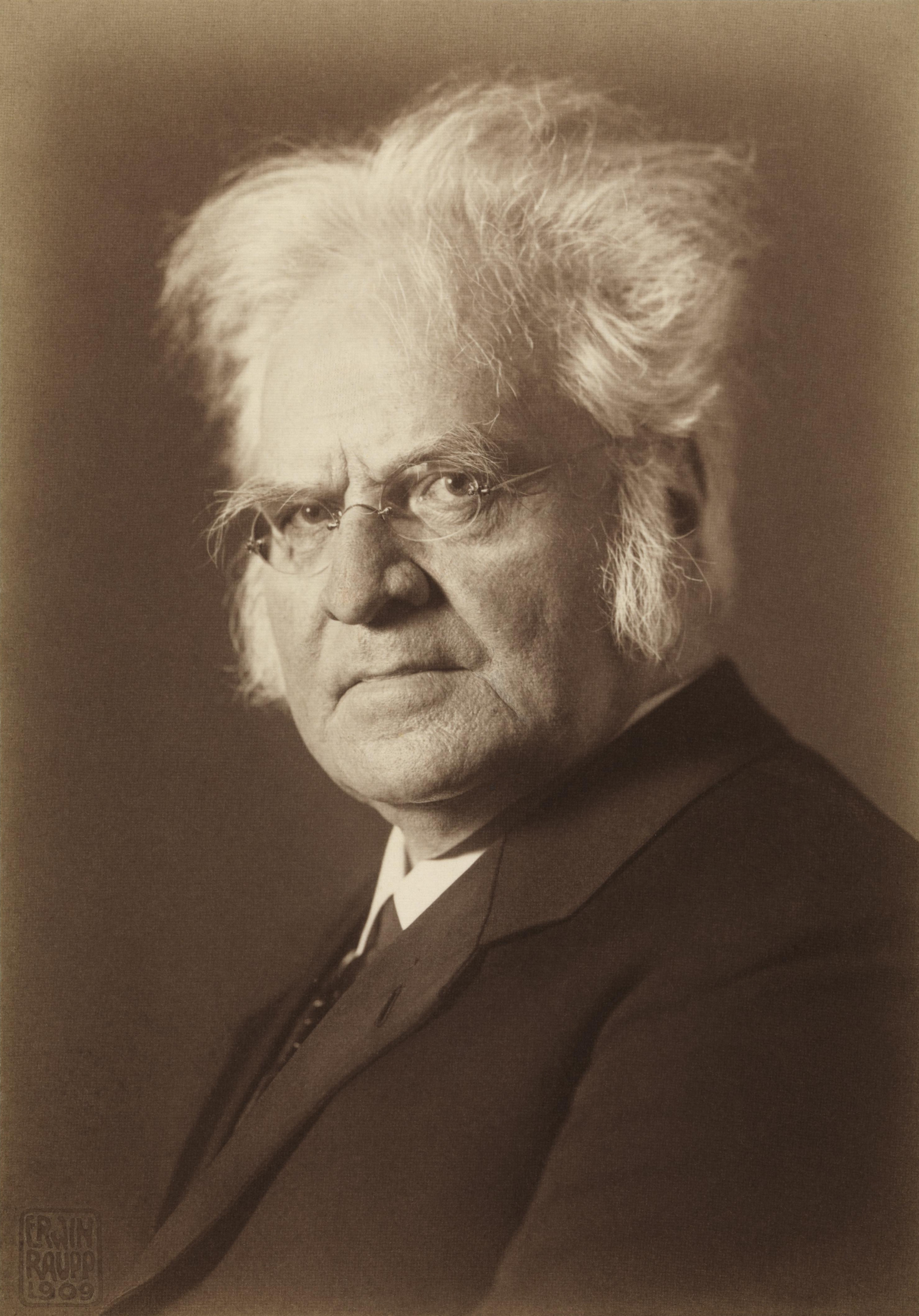
Bjørnstjerne Bjørnson
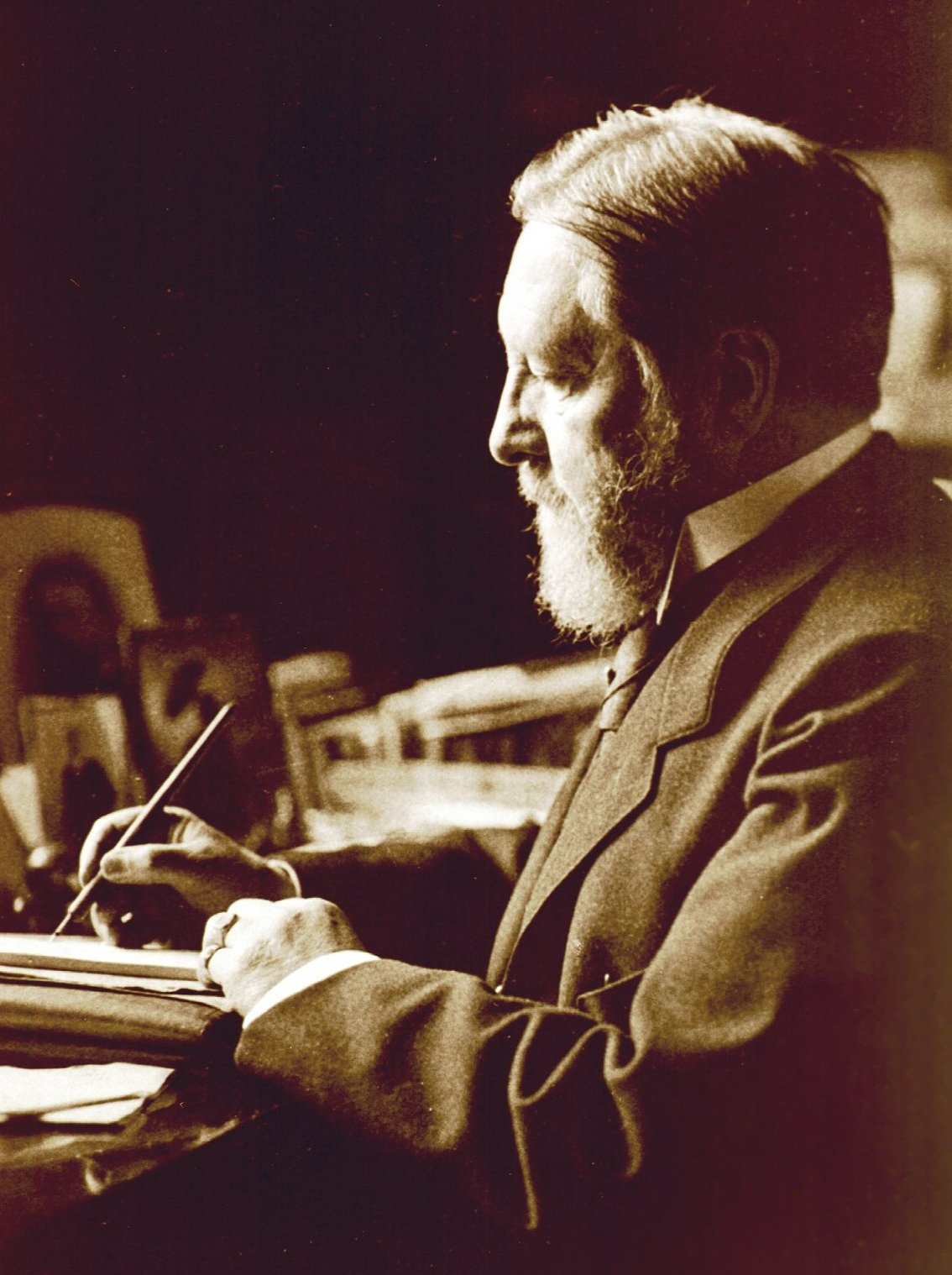
Ernst von Leyden

### Mährisches Hellas 1904

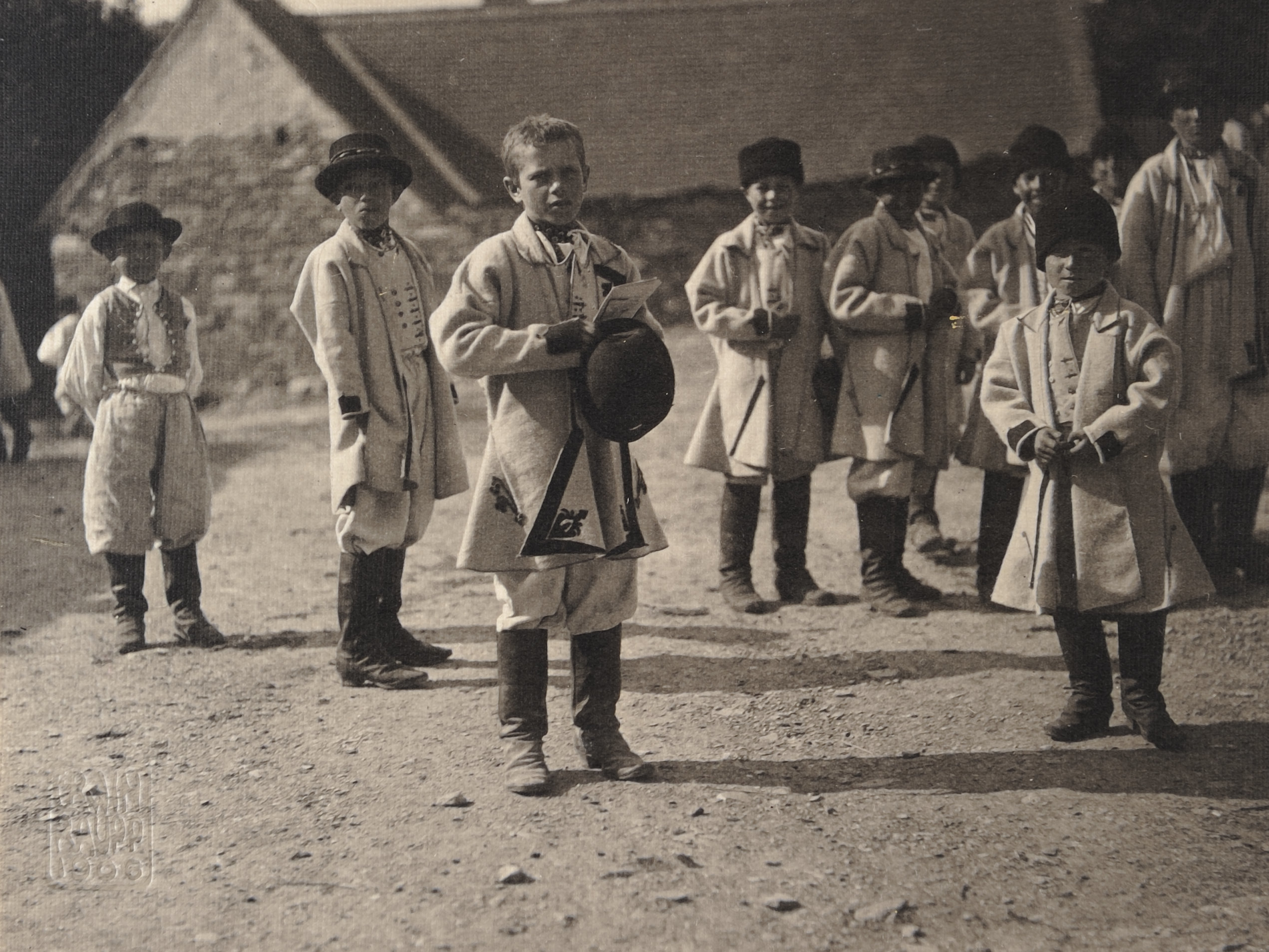
Jugend in Javorník in Mänteln
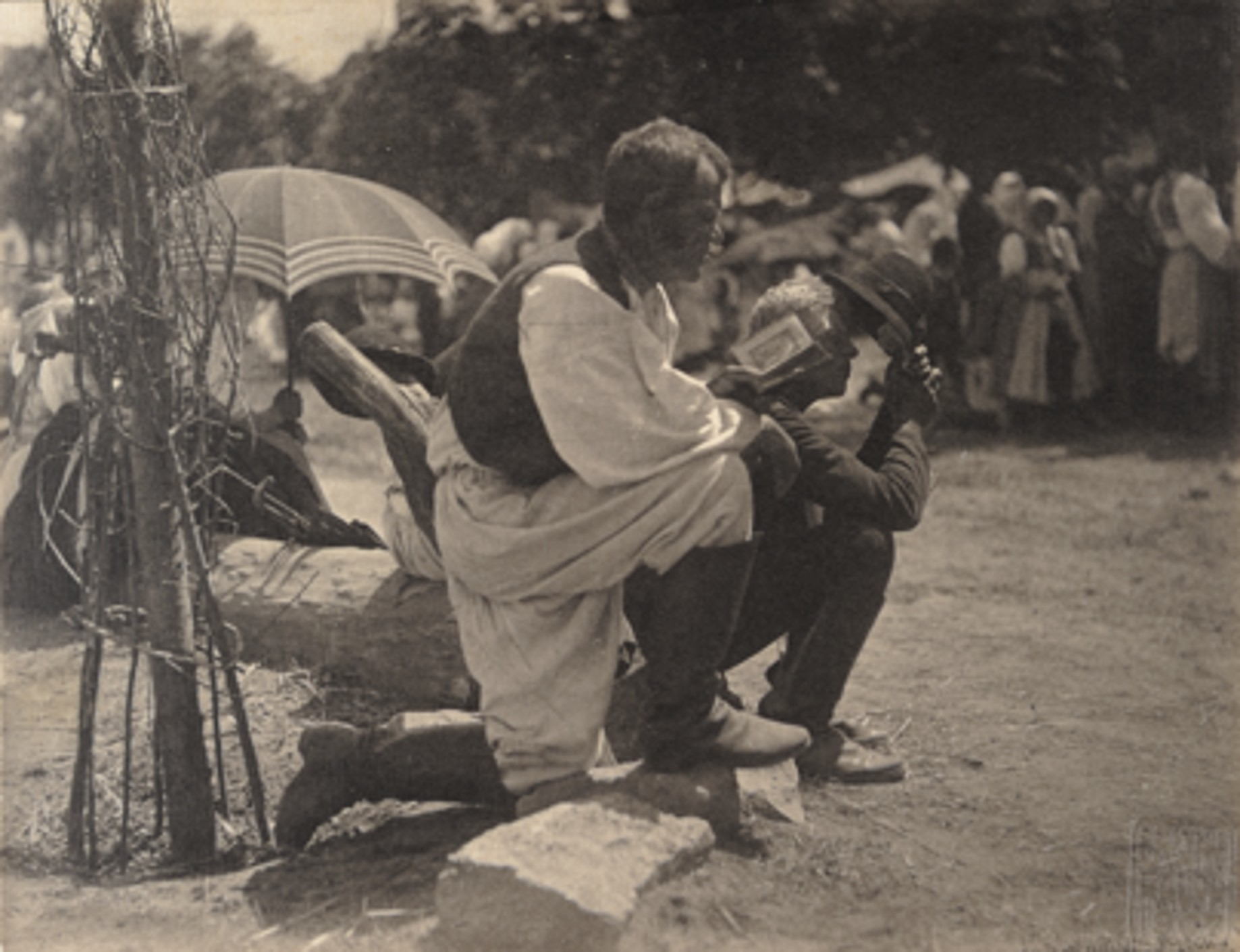
An der Antoniuskapelle

### Katalog
- Erwin Raupp, Dresden. Sonder-Ausstellung künstlerischer Photographieen im Salon Ernst Arnold. Arnold, Dresden 1899, (urn:nbn:de:bsz:14-db-id3215990123)

## Auszeichnungen
- Westendorp–Ehrenpreis und Goldene Medaille Stuttgart 1899 (Gruppe IV, Freie künstlerische Photographie)[5]
- Silberne Medaille in Kategorie Photographie (Klasse 12) der Weltausstellung in Paris im Jahr 1900[6].
- Goldene Medaille in der Gruppe I. der Abteilung I. der „Jubiläumsausstellung des Vereins zur Pflege der Photographie in Frankfurt a.M.“ im Jahr 1900.[7]